# 1970 في بلغاريا
فيما يلي قوائم الأحداث التي وقعت خلال عام 1970 في بلغاريا.

## رياضة
- 1 يناير – بطولة العالم لكرة الطائرة للرجال 1970

## مواليد

### يناير
- 6 يناير – تسانكو تسفيتانوف لاعب كرة قدم بلغاري.[1]
- 15 يناير – دانييل بوريميروف لاعب كرة قدم بلغاري.[2]
- 23 يناير – هوبن شيركلوف رسام بلغاري.

### فبراير
- 27 فبراير – ديميتار بوبوف لاعب كرة قدم بلغاري.[3]

### يوليو
- 7 يوليو – جورجي أنتونوف لاعب كرة قدم بلغاري.[4]

### أغسطس
- 26 أغسطس – فيلكو يوتوف لاعب كرة قدم بلغاري.[5]

### أكتوبر
- 4 أكتوبر – زدرافكو زدرافكوف لاعب كرة قدم بلغاري.[6]
- 7 أكتوبر – ديميتار ايفانوف لاعب كرة قدم بلغاري.[7]

### نوفمبر
- 4 نوفمبر – نيكولاي ديميتروف لاعب كرة قدم بلغاري.

## وفيات

### مايو
- 28 مايو – جورجي نايدينوف (مواليد 1931) لاعب كرة قدم بلغاري.